# تاریخچه سرطان

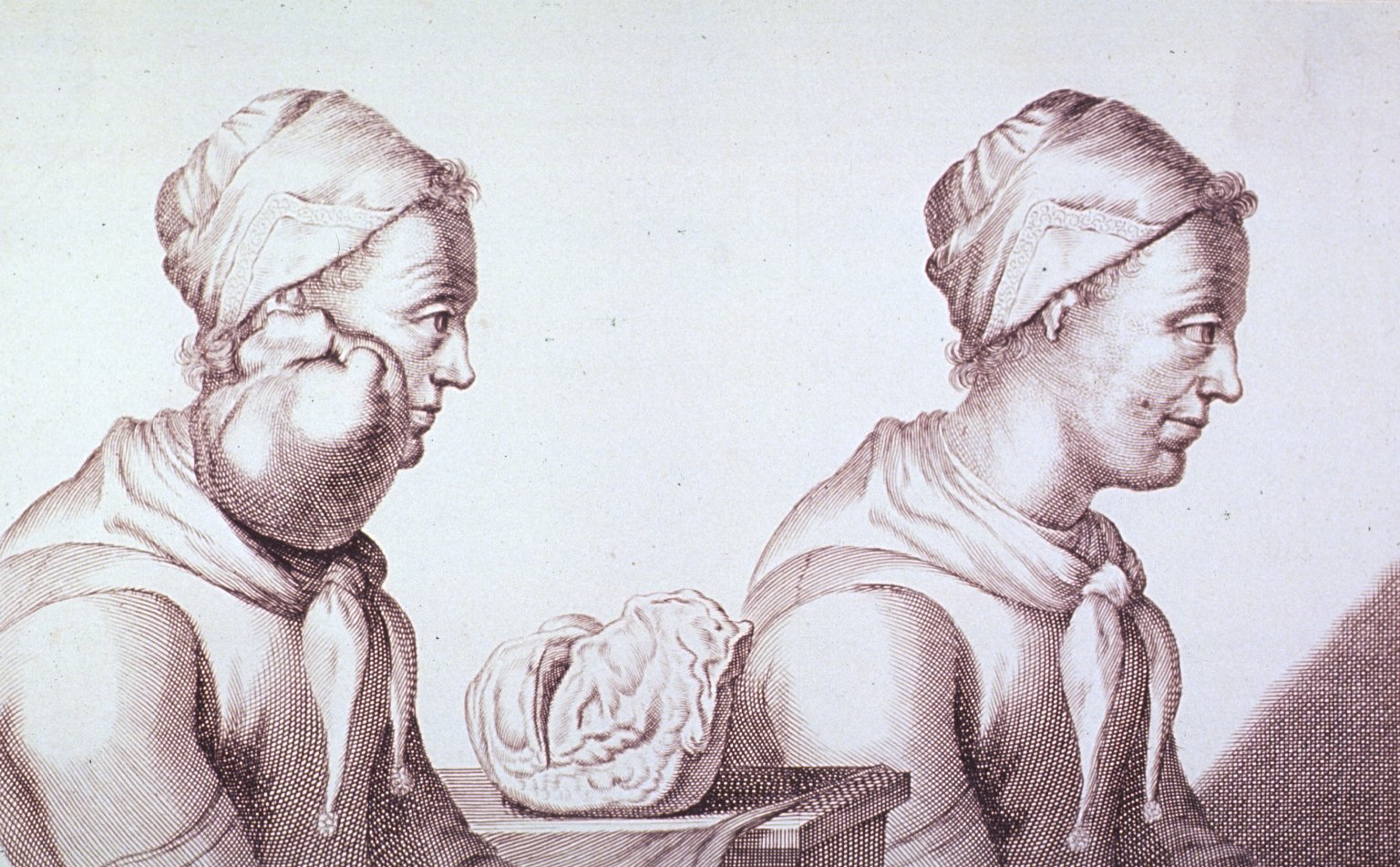
توموری که در سال ۱۶۸۹ با جراحی برداشته شد.

تاریخچه سرطان، توسعه رشته سرطان‌شناسی و نقش آن در تاریخ پزشکی را شرح می‌دهد. همچنین نقش آن را در تاریخ بهداشت عمومی، بیمارستان‌ها و تاریخ اجتماعی و فرهنگی پوشش می‌دهد.

## تشخیص زودهنگام
در سال ۲۰۱۶، یک مورد استئوسارکوم ۱٫۷ میلیون ساله توسط دکتر ادوارد جان اودز (دانشجوی دکتری در رشته علوم آناتومی از دانشگاه ویتواترسرند، آفریقای جنوبی) و همکارانش گزارش شد که قدیمی‌ترین سرطان بدخیم مستند در گونه‌های انسان‌تباران به‌شمار می‌رود.
نخستین توصیف‌های شناخته‌شده از سرطان در چند پاپیروس از مصر باستان ظاهر شده‌اند. پاپیروس ادوین اسمیت که حدود سال ۱۶۰۰ پیش از میلاد نوشته شده (و احتمالاً نسخه‌ای ناقص از متنی متعلق به حدود ۲۵۰۰ پیش از میلاد است)، توصیفی از سرطان و همچنین روشی برای برداشتن تومورهای پستان از طریق سوزاندن با گرما ارائه می‌دهد و بیان می‌دارد که این بیماری درمانی ندارد. با این حال، بروز سرطان در آن دوران نادر بوده است. طبق مطالعه‌ای از دانشگاه منچستر، تنها یک مورد در میان بررسی صدها مومیایی مصری یافت شد و ارجاعات اندکی به سرطان در منابع ادبی آن زمان وجود دارد.
بقراط (حدود ۴۶۰ تا ۳۷۰ پیش از میلاد) چندین نوع مختلف از سرطان را توصیف کرد و برای اشاره به آن‌ها از واژهٔ καρκίνος (کارکینوس)، واژهٔ یونانی به معنای «خرچنگ» یا «شاه‌میگو»، و همچنین واژهٔ کارسینوم استفاده نمود. مد است، که در آن «رگ‌ها از هر سو کشیده شده‌اند، همانند پای خرچنگ، و از این رو چنین نامی بر آن نهاده شده است».
از آنجا که کالبدشکافی برخلاف سنت‌های یونانی بود، بقراط تنها به توصیف و ترسیم تومورهایی که روی پوست، بینی و پستان قابل مشاهده بودند، اکتفا کرد.
درمان‌ها بر اساس نظریه مزاج (صفراوی زرد، صفراوی سیاه، خون و بلغم) انجام می‌شد. بسته به نوع خلط غالب در بدن بیمار، درمان شامل رژیم غذایی، خون‌گیری و/یا مصرف مسهل‌ها بود. آلوس کورنلیوس سلسوس (حدود ۲۵ پیش از میلاد تا ۵۰ میلادی) واژه کارکینوس را به سرطان، واژه لاتین به معنای خرچنگ یا شاه‌میگو، ترجمه کرد.
در قرن دوم میلادی، پزشک یونانی جالینوس از oncos استفاده کرد. (به یونانی به معنای «تورم») برای توصیف همه تومورها، با حفظ اصطلاح بقراطی carcinos برای تومورهای بدخیم. جالینوس همچنین از پسوند -oma برای نشان دادن ضایعات سرطانی استفاده می‌کرد. از کاربرد جالینوس است که ما کلمه مدرن انکولوژی را مشتق می‌کنیم.
در طول قرن‌ها کشف شد که سرطان می‌تواند در هر جایی از بدن رخ دهد، اما درمان مبتنی بر نظریه اخلاطی بقراط تا قرن نوزدهم محبوب ماند.

## قرن ۱۶ تا ۱۹ میلادی

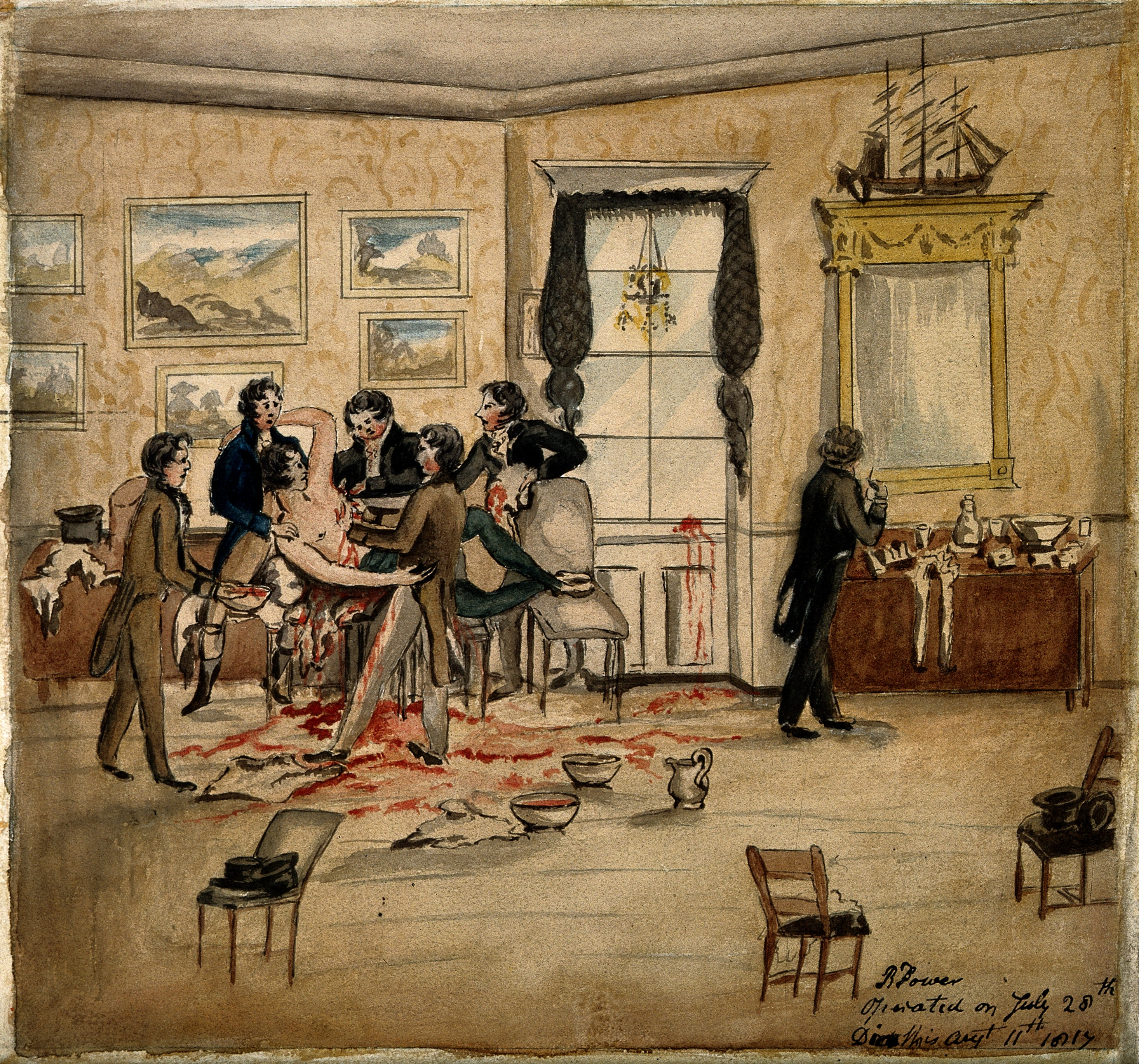
عمل جراحی برای برداشتن تومور بدخیم، ۱۸۱۷

در قرون ۱۶ و ۱۷ میلادی، کالبدگشایی اجساد به منظور کشف علت مرگ، برای پزشکان پذیرفتنی‌تر شد. ویلهلم فابری، استاد آلمانی، بر این باور بود که سرطان پستان ناشی از لخته‌ای از شیر در یکی از مجاری شیردهی است.
فرانسوا دلا بوآ سیلویوس، استاد هلندی و از پیروان رنه دکارت، معتقد بود که تمام بیماری‌ها نتیجه فرایندهای شیمیایی هستند و مایع لنفاسیدی را علت بروز سرطان می‌دانست.
نیکولاس تولپ، هم‌عصر او، اعتقاد داشت که سرطان نوعی سم است که به‌آرامی گسترش می‌یابد و نتیجه گرفت که این بیماری واگیردار است. در دهه ۱۶۰۰ میلادی، اصطلاح رایج و عوامانه برای سرطان، «گرگ» بود.
اولین علت سرطان توسط جراح بریتانیایی، پرسیوال پات ، شناسایی شد که در سال ۱۷۷۵ کشف کرد که سرطان کیسه بیضه یک بیماری شایع در بین دودکش پاک‌کن‌ها است.  کار سایر پزشکان به صورت انفرادی منجر به بینش‌های مختلفی شد، اما وقتی پزشکان شروع به همکاری کردند، توانستند به نتایج قطعی‌تری برسند.